# 山本隆弘
山本隆弘（日语：／ Takahiro Yamamoto，1978年7月12日—），鳥取縣鳥取市出身。前日本男子排球運動員及前日本國家男子排球成員，位置為副攻手。曾效力於日本排球聯賽V1隊伍松下黑豹，目前為體育主播、日本電視藝人。

## 排球生涯
山本中學時受友人之邀加入學校的排球隊，當時隊伍僅有他們二人。他的身高在中學期間從158公分抽高到192公分，受到鳥取縣立鳥取商業高中的關注而獲得入隊邀請，並接受到正統的排球訓練。考上日本體育大學後順勢加入該校的排球隊，因無法適應嚴格的學長學弟制一度退出球隊，這段時間他兼職卡車司機，打工半年後重返球隊。大學畢業後，加盟職業俱樂部松下黑豹。
因高大的身高與左撇子的緣故，山本被當時的日本男排總教練田中幹保相中，獲選為國家隊的一員。擅長的是活用身高的後排攻擊，且因身為左撇子，帶有逆旋轉的跳躍發球便是他強力的武器。
2010年起，山本在V League以中間手(Middle blocker)登錄參賽。2011年睽違三年入選國家隊，並參加倫敦奧運排球賽的資格賽，但最終落敗而未取得奧運的參賽資格。2012年10月1日，山本宣布從現役選手引退。2014年1月，擔任V League的排球大使。

## 經歷
- 日本代表：2001-2004、2006-2008、2012年
  - 奧林匹克運動會：2008年
  - 世界男子排球錦標賽：2002年、2006年
  - 世界盃排球賽：2003年、2007年

## 體育成就

### 俱樂部
- 2008年 第57屆黑鷲旗全日本選拔大會： 冠軍(松下黑豹)
- 2007-2008 V超級聯賽： 冠軍(松下黑豹)
- 2009年 第58屆黑鷲旗全日本選拔大會： 冠軍(松下黑豹)
- 2009-2010 日本排球聯賽V1： 冠軍(松下黑豹)
- 2010年 第59屆黑鷲旗全日本選拔大會：  冠軍(松下黑豹)
- 2011-2012 日本排球聯賽V1： 冠軍(松下黑豹)
- 2012年 第61屆黑鷲旗全日本選拔大會： 冠軍(松下黑豹)
- 2012-2013 日本排球聯賽V1： 亞軍(松下黑豹)

### 國家隊
- 2001年：世界排球聯賽 - 第9名
- 2001年：世界大冠軍盃排球賽 - 第5名
- 2002年：世界排球聯賽 - 第13名
- 2002年：世界男子排球錦標賽 - 第9名
- 2003年：世界排球聯賽 - 第13名
- 2003年：世界盃排球賽 - 第9名
- 2004年：世界排球聯賽 - 第10名
- 2006年：世界男子排球錦標賽 - 第8名
- 2008年：夏季奧林匹克運動會排球比賽資格賽 - 第2名（取得奧運參賽資格）

### 個人榮譽
- 2003年：世界盃排球賽 - 最有價值球員、最佳得分選手
- 2004年：V˙League - 最佳6人
- 2008年：V超級聯賽 - 最有價值球員、最佳6人
- 2013年：V超級聯賽 - V˙League特別獎[7]

## 所屬球隊
- 鳥取商業高校
- 日本體育大學
- 松下黑豹（2001年-2013年）

## 參與演出
- TSK ゴルフ★パラダイス：準固定班底

## 個人生活
- 慣用手為左手。
- 配偶為前排球選手熊倉由美。[8]

## 外部連結
- 山本隆弘官方部落格「志」 （页面存档备份，存于） （日語）
- 松下黑豹 選手介紹 （页面存档备份，存于） （日語）
- 2011年世界盃排球賽選手資料 （页面存档备份，存于） （英文）
- スポーツナビ - 姿を変えた植田ジャパン （页面存档备份，存于） （日語）

| 獎項                  | 獎項                           | 獎項        |
| --------------------- | ------------------------------ | ----------- |
| 前任： Roman Yakovlev | 世界盃排球賽 最有價值球員 2003 | 繼任： 吉巴 |